# Bruinrood leliehaantje
Het bruinrood leliehaantje (Lilioceris merdigera) is een keversoort uit de familie bladkevers (Chrysomelidae). De wetenschappelijke naam van de soort werd als Chrysomela merdigera in 1758 gepubliceerd door Carl Linnaeus.